# Antoine Catala
Pour les articles homonymes, voir Catala.
 (décembre 2017).
Antoine Catala, né en 1975 à Toulouse, est un artiste contemporain français, travaillant à New York,.

## Œuvres
- Jardin synthétique à l’isolement[3] (numéro d'inventaire : 2014.12.1) acquis en 2014 par le MAC Lyon et exposée en 2015 en parallèle de l'exposition temporaire Open Sea[4].
- Il était une fois..., œuvre présentée à la biennale de Lyon en 2013, sorte de rébus visuel à la fois artisanal et hautement technologique.